# Саридаш (футбольний клуб)
Футбольний клуб «Саридаш» Сердар або просто «Саридаш» (туркм. «Sarydaş» futbol kluby, Serdar) — туркменський професіональний футбольний клуб із міста Сердар.

## Попередні назви
- 1961: «Зірка» (Кизил-Арват)
- 1992: «Аркач» (Кизил-Арват)
- 1993: «Аркач» (Сердар)
- 2012: Саридаш (Сердар)

## Історія
Футбольний клуб «Саридаш» було засновано в місті Кизил-Арват в 1961 році. Спочатку клуб виступав у аматорських змаганнях. В 1961 році команда здобула Кубок Туркменської РСР, а також взяла участь в Кубку СРСР серед аматорських футбольних команд. У 1962 та 1964 роках клуб перемагав у Кубку Туркменської РСР.
В 1992 році «Аркач» дебютував у першому розіграші національного чемпіонату серед клубів Вищої ліги та посів у ньому 14-те місце. В 1993 році клуб змінив місце дислокації («Аркач» (Сердар)) та зайняв 8-ме місце в Першій лізі, а в 1994 році завоював бронзові нагороди. Потім клуб виступав у Третій лізі. В 2012 році клуб дійшов до 1/8 фіналу Кубку Туркменістану.

## Досягнення
- Кубок Туркменської РСР з футболу
  -  Володар (3): 1961, 1962, 1964

- Чемпіонат Туркменістану
  - 14-те місце (1) — 1992

- Кубок Туркменістану
  - 1/8 фіналу (1) — 2012

- Перша ліга чемпіонату Туркменістану з футболу
  -  Бронзовий призер (1): 1994